# Grand Prix de Wallonie 2008
Il Grand Prix de Wallonie 2008, quarantanovesima edizione della corsa, valido come evento dell'UCI Europe Tour 2008 categoria 1.1, si svolse il 17 settembre 2008 per un percorso di 200,5 km. Fu vinto dall'italiano Stefano Garzelli, che giunse al traguardo in 4h 43' 53" alla media di 42,377 km/h.
Dei 168 ciclisti alla partenza 140 portarono a termine la competizione.

## Ordine d'arrivo (Top 10)
| Pos. | Corridore         | Squadra         | Tempo    |
| ---- | ----------------- | --------------- | -------- |
| 1    | Stefano Garzelli  | Acqua & Sap.    | 4h43'53" |
| 2    | Giovanni Visconti | QuickStep       | s.t.     |
| 3    | Jérôme Pineau     | Bouygues Tél.   | s.t.     |
| 4    | Janek Tombak      | Mitsubishi      | s.t.     |
| 5    | Bert De Waele     | Landbouwkrediet | s.t.     |
| 6    | Benoît Vaugrenard | F. des Jeux     | s.t.     |
| 7    | Sergej Lagutin    | Cycle Coll.     | s.t.     |
| 8    | Bram Tankink      | Rabobank        | s.t.     |
| 9    | Frédéric Guesdon  | F. des Jeux     | s.t.     |
| 10   | David Le Lay      | Agritubel       | s.t.     |